# Cerodontha chonoterminalis
Cerodontha chonoterminalis este o specie de muște din genul Cerodontha, familia Agromyzidae, descrisă de Mitsuhiro Sasakawa în anul 2005. Conform Catalogue of Life specia Cerodontha chonoterminalis nu are subspecii cunoscute.